# Francisco Martínez de Madrid
El capitán Francisco Martínez de Madrid (Villacastín, 1508 - ?) fue un conquistador español citado como Francisco de Madrid por José de Oviedo y Baños en su "Historia de la conquista y población de la Provincia de Venezuela". 
En 1532 se casó en Villacastín con Catalina González. Dos años más tarde viajó a Venezuela con la expedición de Jorge de Espira y se estableció en Coro tomando parte en la conquista, fundación y población de varias ciudades, inclusive Santiago de León de Caracas. Fue soldado de Cubagua y en 1545, uno de los capitanes cofundadores, con Juan de Carvajal, de El Tocuyo. Fue teniente del Gobernador y Justicia Mayor de Borburata, Valencia y Caracas, donde desempeñó los cargos de Regidor y gobernador y capitán general de Venezuela. 
Su heredero, Lorenzo Martínez de Madrid y González, regidor del Cabildo de Caracas y alcalde de Valencia, fue uno de los hombres más poderosos de la época.